# Mercedes-Benz W 10

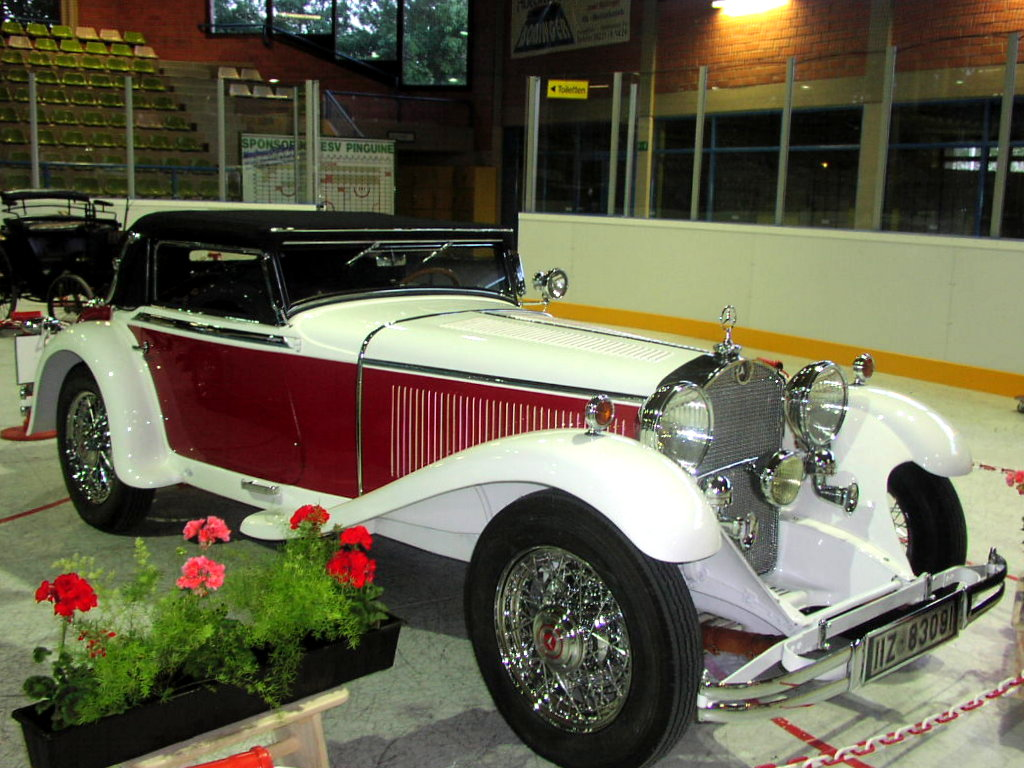
Mercedes-Benz Typ Mannheim 370 S (1931)

Der Mercedes-Benz W 10, genannt Mannheim 350, ersetzte 1929 den Typ 350. Die von Ferdinand Porsche stammende Konstruktion war von Hans Nibel überarbeitet worden. Oftmals werden die Cabriolet-Modelle des Typs W 10 auch einfach Mercedes Roadster genannt.

## Typ Mannheim 350 (1929–1930)
Die prinzipielle Konstruktion entspricht zwar dem Vorgängermodell, aber der Wagen hat einen um 230 mm kürzeren Radstand und ist etwas leichter. Neben einem Tourenwagen, einer viertürigen Limousine und einer Pullman-Limousine gab es auch noch ein Cabriolet D.
Auch den Motor, ein seitengesteuertes Sechszylinder-Reihenaggregat mit 3444 cm³ Hubraum, wurde vom Vorgänger übernommen. Im neuen Wagen entwickelt er 70 PS (51 kW) und treibt über ein Dreiganggetriebe mit Mittelschaltung die Hinterräder an. Eine andere Bezeichnung des Wagens ist daher auch „14/70 PS“. Beim Fahrwerk setzte man wie bereits bei den Vorgängern auf die Standardbauweise mit U-Profilrahmen, Starrachsen und Halbelliptik-Blattfedern. Alle vier Räder haben Seilzugbremsen. Die Höchstgeschwindigkeit beträgt 95 km/h.

## Typ Mannheim 370 (1929–1935)
Parallel zum Typ Mannheim 350 erschien ein Fahrzeug mit 3,7-Liter-Motor. Dieser Motor hat 3689 cm³ Hubraum und leistet 75 PS (55 kW). Daher nannte sich dieser Typ „15/75 PS“. Wahlweise war zum Dreiganggetriebe auch ein Schnellgang (1 : 0,76) erhältlich. Neben den vorher erwähnten Aufbauten war als Werkskarosserie noch das Cabriolet C erhältlich. Die Wagen erreichen eine Höchstgeschwindigkeit von 100 km/h.

## Typ Mannheim 370 K (WK 10, 1930–1933)
Auf einem Fahrgestell mit um 175 mm verkürztem Radstand wurden ausschließlich das Cabriolet C und das Cabriolet NC angeboten. Diese Modelle erreichten eine Höchstgeschwindigkeit von 105 km/h.

## Typ Mannheim 370 S (WS 10, 1930–1933)
Auf einem noch kürzeren Fahrgestell (2850 mm Radstand) wurden ein Roadster und ein Sport-Cabriolet gefertigt. Ihre Höchstgeschwindigkeit lag bei 115 km/h. Im letzten Produktionsjahr gab es nur für diese Modelle nochmals einen überarbeiteten Motor, der bei einer Drehzahl von 3400 anstatt 3300/min und einer Verdichtung von 1 : 5,75 anstatt 1 : 5,5 fortan 78 PS (57,3 kW) abgab.

## Typ Mannheim 380 S (W 10, 1932–1933)
Auf dem normalen Mannheim-Fahrgestell mit 3200 mm Radstand wurde der Typ Mannheim 380 S mit seitengesteuertem Achtzylinder-Reihenmotor angeboten. Dieser Motor hat 3820 cm³ Hubraum und entwickelt 80 PS (59 kW), weshalb das Fahrzeug auch als „15/80 PS“ verkauft wurde. Die Fahrzeuge, die als Cabriolets A, B oder C mit blattgefederten Starrachsen lieferbar waren, erreichen eine Höchstgeschwindigkeit von 120 km/h.
1933 wurde die Modellreihe durch den Typ 290 und den Typ 380 ersetzt.

## Technische Daten
|                                                | 14/70 PS Mannheim 350 | 15/75 PS Mannheim 370 | 15/75 PS Mannheim 370 K                                                                                            | 15/75 PS Mannheim 370 S |
| ---------------------------------------------- | --- | --- | --- | --- |
| Konstruktionsbezeichnung                       | W 10 | W 10 | WK 10 | WS 10 |
| Produktionszeitraum                            | 1929–1931 | 1931–1934 | 1931–1933 | 1931–1933 |
| Motor                                          | | | | |
| Arbeitsverfahren                               | Viertakt-Otto | Viertakt-Otto | Viertakt-Otto | Viertakt-Otto |
| Anordnung im Fahrzeug                          | vorn, längs; stehend | vorn, längs; stehend | vorn, längs; stehend                                                                                               | vorn, längs; stehend |
| Motor-Typ / -Baumuster                         | M 10 | M 10 II | M 10 II | MS 10 |
| Zylinderzahl / -anordnung                      | 6 / Reihe | 6 / Reihe | 6 / Reihe | 6 / Reihe |
| Bohrung × Hub                                  | 80 × 115 mm | 82,5 × 115 mm | 82,5 × 115 mm | 82,5 × 115 mm |
| Gesamthubraum                                  | 3444 cm³ | 3689 cm³ (nach Steuerformel 3663 cm³) | 3689 cm³ (nach Steuerformel 3663 cm³)                                                                              | 3689 cm³ (nach Steuerformel 3663 cm³) |
| Verdichtungsverhältnis                         | 5,2 : 1 | 5,0 : 1; ab 1933: 5,5 : 1 | 5,0 : 1; ab 1933: 5,5 : 1                                                                                          | 5,5 : 1; ab 1933: 5,75 : 1 |
| Leistung                                       | 70 PS bei 3200/min | 75 PS bei 3200/min | 75 PS bei 3200/min                                                                                                 | 75 PS bei 3200/min, ab 1933: 78 PS bei 3400/min                                                                                           |
| Ventilanordnung und -anzahl                    | 1 Einlass, 1 Auslass, seitlich stehend | 1 Einlass, 1 Auslass, seitlich stehend | 1 Einlass, 1 Auslass, seitlich stehend                                                                             | 1 Einlass, 1 Auslass, seitlich stehend |
| Ventilsteuerung                                | 1 seitliche Nockenwelle | 1 seitliche Nockenwelle | 1 seitliche Nockenwelle                                                                                            | 1 seitliche Nockenwelle |
| Nockenwellenantrieb                            | über Stirnräder | über Stirnräder | über Stirnräder | über Stirnräder |
| Gemischbildung                                 | 1 Flachstromvergaser Zenith 39 HK Mod. TD | 1 Flachstromvergaser Zenith 39 HK Mod. TD oder Solex 40 MOHRT | 1 Flachstromvergaser Zenith 39 HK Mod. TD oder Solex 40 MOHRT                                                      | 2 Flachstromvergaser Solex 35 MOHLT |
| Kraftstofftank: Anordnung und Fassungsvermögen | im Heck, 70 l | im Heck, 70 l | im Heck, 70 l | im Heck, 70 l |
| Fahrwerk und Kraftübertragung                  | | | | |
| Rahmenausführung                               | U-Profil-Pressstahl-Rahmen | U-Profil-Pressstahl-Rahmen | U-Profil-Pressstahl-Rahmen                                                                                         | U-Profil-Pressstahl-Rahmen |
| Radaufhängung; vorne                           | Starrachse | Starrachse | Starrachse | Starrachse |
| Radaufhängung; hinten                          | Starrachse | Starrachse | Starrachse | Starrachse |
| Federung; vorne                                | Halbfedern | Halbfedern | Halbfedern | Halbfedern |
| Federung; hinten                               | Underslung-Halbfedern | Underslung-Halbfedern | Underslung-Halbfedern                                                                                              | Underslung-Halbfedern |
| Lenkung                                        | Schraubenspindel | Schraubenspindel | Schraubenspindel                                                                                                   | Schraubenspindel |
| Bremsanlage (Fußbremse)                        | mechanisch, auf Vorder- und Hinterräder wirkend | mechanisch, mit Bosch-Dewandre-Saugluftunterstützung; auf Vorder- und Hinterräder wirkend | mechanisch, mit Bosch-Dewandre-Saugluftunterstützung; auf Vorder- und Hinterräder wirkend                          | mechanisch, mit Bosch-Dewandre-Saugluftunterstützung; auf Vorder- und Hinterräder wirkend                                                 |
| Feststellbremse (Handbremse)                   | mechanisch, auf Hinterräder wirkend | mechanisch, auf Hinterräder wirkend | mechanisch, auf Hinterräder wirkend                                                                                | mechanisch, auf Hinterräder wirkend |
| Räder                                          | Stahl- oder Drahtspeichenräder | Stahl- oder Drahtspeichenräder | Drahtspeichenräder                                                                                                 | Drahtspeichenräder |
| Felgen                                         | Tiefbettfelge | Tiefbettfelge | Tiefbettfelge | Tiefbettfelge |
| Reifen                                         | 5,50-20 | 6,00-20 oder Aero 6,50-18 | 5,50-20 | 5,50-18 |
| Angetriebene Räder                             | Hinterräder | Hinterräder | Hinterräder | Hinterräder |
| Kraftübertragung                               | Kardanwelle | Kardanwelle | Kardanwelle | Kardanwelle |
| Getriebe und Fahrleistungen                    | | | | |
| Getriebe                                       | 3-Gang-Schaltgetriebe | 3-Gang-Schaltgetriebe, auf Wunsch mit zusätzlichem Schnellgang | 3-Gang-Schaltgetriebe mit zusätzlichem Schnellgang                                                                 | 3-Gang-Schaltgetriebe mit zusätzlichem Schnellgang                                                                                        |
| Schaltung                                      | Schalthebel Wagenmitte | Schalthebel Wagenmitte | Schalthebel Wagenmitte                                                                                             | Schalthebel Wagenmitte |
| Kupplung                                       | Mehrscheiben-Trockenkupplung | Einscheiben-Trockenkupplung | Einscheiben-Trockenkupplung                                                                                        | Einscheiben-Trockenkupplung |
| Getriebeart                                    | Zahnrad-Wechselgetriebe | Zahnrad-Wechselgetriebe | Zahnrad-Wechselgetriebe                                                                                            | Zahnrad-Wechselgetriebe |
| Getriebe-Übersetzung                           | I. 3,25; II. 1,65; III. 1,0 | I. 3,23; II. 1,52; III. 1,0; S. 0,76 | I. 3,23; II. 1,52; III. 1,0; S. 0,76                                                                               | I. 3,23; II. 1,52; III. 1,0; S. 0,76 |
| Achsantriebsübersetzung                        | 5,30 auch 5,10 | 5,66; mit Schnellgang: 5,10 | 5,30 | 4,90 |
| Höchstgeschwindigkeit                          | 95 km/h | 100 km/h | 105 km/h | 115 km/h |
| Kraftstoffverbrauch                            | 20 l | 18,5 l | 18,5 l | 18,5 l |
| Abmessungen und Gewichte                       | | | | |
| Radstand                                       | 3200 mm | 3200 mm | 3025 mm | 2850 mm |
| Spur vorne / hinten                            | 1425 / 1425 mm | 1425 / 1425 mm | 1425 / 1425 mm | 1425 / 1425 mm |
| Länge                                          | 4900 mm | 4900 mm | 4650 mm | 4480 mm |
| Breite                                         | 1710 mm | 1710 mm | 1740 mm | 1730 mm |
| Höhe                                           | 1780 mm | 1780 mm | 1780 mm | 1480 mm |
| Gewicht des Fahrgestells                       | 1200 kg | 1260 kg | 1175 kg | 1100 kg |
| Leergewicht (Wagengewicht)                     | Tourenwagen: 1550 kg; Limousine: 1650 kg | Tourenwagen: 1680 kg; Limousine: 2360 kg | Cabriolet C: 1575 kg                                                                                               | Roadster: 1500 kg; Cabriolet: 1550 kg |
| Allgemeine Daten                               | | | | |
| Stückzahl                                      | insgesamt 1227 (Typ Mannheim 350 und 370) | insgesamt 1227 (Typ Mannheim 350 und 370) | 213 | 183 |
| Preise                                         | 1929–1930: Fahrgestell: 8.900 RM Tourenwagen: 12.500 RM Limousine (4 Sitze): 14.300 RM Pullman-Limousine: 15.000 RM Cabriolet D: 15.000 RM 1931: Fahrgestell: 8.300 RM Pullman-Limousine: 10.800 RM Cabriolet D: 13.600 RM | 1929–1930 Fahrgestell: 8.900 RM Tourenwagen: 12.500 RM Limousine (4 Sitze): 14.300 RM Pullman-Limousine: 10.800 RM Cabriolet C: 13.500 RM Cabriolet D: 13.600 RM 1931–1933: Fahrgestell: 8.300 RM Tourenwagen: 12.500 RM Pullman-Limousine: 10.800 RM'br />Cabriolet C: 13.500 RM Cabriolet D: 13.600 RM 1934: Pullman-Limousine: 8.750 RM Cabriolet C: 12.400 RM | 1931–1932: Fahrgestell: 9.600 RM Cabriolet NC: 11.500 RM 1932–1933: Cabriolet NC: 11.500 RM Cabriolet C: 13.000 RM | 1931–1932: Fahrgestell: 9.800 RM Roadster: 12.800 RM Sport-Cabriolet: 13.800 RM 1932–1933: Roadster: 10.800 RM Sport-Cabriolet: 12.800 RM |

Quellen:
14/70 PS Mannheim 350. Abgerufen am 8. Februar 2021.
15/75 PS Mannheim 370. Abgerufen am 8. Februar 2021.
15/75 PS Mannheim 370 K. Abgerufen am 8. Februar 2021.
15/75 PS Mannheim 370 S. Abgerufen am 8. Februar 2021.

## Nachbauten
In Deutschland produziert der bayerische Automobilhersteller Scheib den W 10 als Nachbau unter dem Namen Mercedes Roadster 33. Ausgestattet wird er mit VW-Boxermotoren aus den früheren VW-Modellen 1302 und 1303. Die Leistung liegt etwa bei 34 bis 50 PS (25 bis 37 kW). Damit die Karosserie keinen Rost ansetzen kann, verwendet der Hersteller GFK-Fiberglas. Die verwendete Technik und Fahrzeugteile für den Nachbau stammen aus ausrangierten Einheiten der VW-Modelle 1200 und 1300.